# تعايش (الحركة الاجتماعية الإسرائيلية)
تعايش هو حركة شعبية تعمل منذ عام 2000 في العمل الجماعي غير العنيف والعصيان المدني في فلسطين / إسرائيل.
تعايش (بالعبرية: תעאיוש، بالعربية: تعايش؛ تعني "التعايش" أو "الحياة المشتركة") هو حركة تطوعية شعبية تأسست في خريف عام 2000 من قبل شبكة مشتركة من الفلسطينيين والإسرائيليين اليهود لمواجهة ردود الفعل القومية التي أثارتها انتفاضة الأقصى. أعضاؤها من العرب واليهود الذين يشاركون في العمل الجماعي غير العنيف والعصيان المدني للقضاء على التمييز والفصل العنصري وإعادة الحقوق من خلال بناء شراكة حقيقية بين العرب واليهود. رؤيتهم المعلنة هي "مستقبل من المساواة والعدالة والسلام" يتم تحقيقه من خلال أعمال التضامن غير العنيفة المستمرة لـ "إنهاء الاحتلال الإسرائيلي للأراضي الفلسطينية وتحقيق المساواة المدنية الكاملة للجميع." يعملون على إبطاء ومنع الاستيلاء السريع على الأراضي والنزوح القسري، ويشاركون في مجموعة من الممارسات التي تسمى "الحضور الوقائي". وهذه هي شكل مميز من أشكال المقاومة التي تشمل توثيق انتهاكات حقوق الإنسان والقانون الإنساني الدولي، بالإضافة إلى التدخل لوقف ومنع الهجمات. معظمهم يتعلمون أو يتحدثون بما يكفي من اللغة العربية للتواصل مع شركائهم الفلسطينيين وسكان تلال جنوب الخليل.

## تاريخ
تم تأسيس تعايش في خريف عام 2000 من قبل شبكة مشتركة من الفلسطينيين والإسرائيليين اليهود لمواجهة ردود الفعل القومية التي أثارتها انتفاضة الأقصى.
بدأت المجموعة في تنفيذ مهام الحضور الوقائي الأسبوعية المنتظمة للمجتمعات في الضفة الغربية المحتلة التي تواجه عنف الدولة والمستوطنين ومحاولات التهجير. تحاول المجموعة الاستفادة من هويتهم اليهودية كمواطنين إسرائيليين لوقف العنف ضد الفلسطينيين. يركز هذا الشكل الفريد من المقاومة على توثيق انتهاكات حقوق الإنسان والقانون الإنساني الدولي مع التدخل النشط لوقف ومنع الاعتداءات، مما يساهم في جمع بيانات عن عنف الدولة والمستوطنين. غالبًا ما ينام المشاركون في المنازل أو المجتمعات التي تواجه تهديدات معينة. كما يرافقون الرعاة أثناء فترات الرعي ويساعدون في حصاد الزيتون السنوي.
يتعلم العديد من المشاركين أو يمتلكون بالفعل مهارات كافية في اللغة العربية للتواصل بفعالية مع شركائهم الفلسطينيين وسكان المناطق.

### الحالات المحددة
في يناير 2005، بدأ نشطاء تعايش، مع جوش شالوم، اللجنة الإسرائيلية ضد هدم المنازل، مراقبة الحواجز، الفوضويين ضد الجدار، وسكان قرية جيوس الفلسطينية المحلية، بزراعة مئات من شتلات الزيتون التي جلبوها معهم إلى قطعة الأرض حيث كانت جرافات المستوطنين قد اقتلعت مئات من أشجار الزيتون. قالت الناشطة وئام شبيلة، وهي محامية وناشطة في حركة تعايش:
"على الرغم من تأكيدات الشرطة والجيش، نحن لا نعترف بملكية المستوطنين لهذه الأرض. هذه الأرض تعود إلى سكان جيوس، والشركة 'جيولات هاكاركا' المرتبطة بالمستوطنين استولت عليها بناءً على الادعاء الكاذب بأنها تم بيعها لهم. القضية لا تزال في انتظار المراجعة القانونية، ولن نسمح للمستوطنين بفرض حقائق على الأرض، والاستيلاء على الأراضي الفلسطينية، وبدء إقامة مستوطنة جديدة عليها."
في عام 2007، بعد سماعهم أن مستوطنين قد سرقوا حمارًا من طفل فلسطيني من قرية طوبا، توجه نشطاء تعايش إلى مستوطنة حافات معون لاسترجاع الحمار. أوقفتهم الشرطة وقوات الدفاع الإسرائيلية في الطريق إلى طوبا وعند مدخل حافات معون. كما ساعد نشطاء تعايش سكان القرية غير المعترف بها دار الحنون في وادي عارة لإعادة تعبيد الطريق المؤدي إلى القرية بعد أن حفرتها موظفو وزارة الداخلية الإسرائيلية، حيث كان الهدم قد أمر به محكمة الصلح في حيفا في مايو 2006. تأسست قرية دار الحنون قبل 80 عامًا من قبل عائلة أبو هلال على تلة بالقرب من طريق وادي عارة، على أرض مملوكة للعائلة. في عام 1949، عندما تم نقل الأرض إلى السيادة الإسرائيلية، لم تعترف السلطات الإسرائيلية بالقرية، وطُلب من السكان الانتقال إلى القرى المجاورة.
تم إخلاء قرية يانون في أكتوبر 2004 عندما أصبح التحرش بالقرية من قبل أفري ران وأتباعه لا يُطاق، تاركين وراءهم شخصين مسنين فقط رفضا قبول قرار مغادرة القرية. تم إعادة احتلال القرية بمساعدة نشطاء السلام من تعايش وحركة التضامن الدولية. تعرض ديفيد نير من تعايش للاعتداء من قبل أفري ران في يانون.
يتذكر أحد الأعضاء، ديفيد دين شولمان، الامتنان الذي يعبر عنه سكان الكهوف في تلال جنوب الخليل تجاه متطوعي تعايش الذين يكافحون لضمان بقائهم على أراضيهم. يُخبر سكان الكهوف ويعيدون سرد قصص زيارات المتطوعين كما يروون الأساطير؛ بالنسبة لهؤلاء الناس، تعايش مهم، مثل الأوكسجين للغارقين.
في عام 2011، تم اعتقال مستوطنين يهوديين كانا يشتبه في تورطهما في ضرب مِحتَات أبو كارش، وهو معلم فلسطيني يبلغ من العمر 30 عامًا ومقيم في السموع، نتيجة لتسجيل فيديو للحادث تم نشره من قبل تعايش وظهر على موقع يوتيوب وعلى التلفزيون الإسرائيلي.
قاموا بتنظيم قوافل من الطعام والإمدادات الطبية للفلسطينيين خلال الحصار في الانتفاضة الثانية.

## المشاركة
تشكل تاريخياً ثلث مشاركي تعايش من المواطنين الفلسطينيين في إسرائيل. وكان عدد كبير من المشاركين من العلماء والأساتذة أو كانوا كذلك.

## المواقف السياسية
تم وصف تعايش بأنه ينتمي إلى اليسار الراديكالي. لا يميل الأعضاء إلى التعرف على أنفسهم مع اليسار الإسرائيلي أو الصهيونية. الأنشطة التي تقوم بها المنظمة، والتي، مثل مراقبة الحواجز، يش جفول، والنساء بالأسود، تركز على قضايا محددة بدلاً من نهج شامل يتعامل مع جميع المشاكل، يتم تجاهلها أو السخرية منها من قبل التيار الرئيسي في إسرائيل، لكنها تجد دعمًا بين الأحزاب الفلسطينية العربية واليسار المتطرف. لا تمتلك تعايش معايير أيديولوجية رسمية للمشاركة (حيث فشلت محاولات تشكيل دستور) ويقتصر عمل أعضائها على الأنشطة الملموسة للتضامن. مع تطور المنظمة، أصبح الجيل المعاصر من النشطاء يميل منذ فترة طويلة إلى تبني فهم اجتماعي-تاريخي مشابه لتاريخ الصراع. لا يعتقد الأعضاء أن الأراضي الفلسطينية المحتلة في 1967 هي "الخطيئة الأصلية" في تاريخ العنف الإسرائيلي ضد الفلسطينيين. بل يعزون أصول نظام الهيمنة إلى تأسيس مجتمع استعماري مستوطن من قبل المستوطنين الصهاينة الذين أعلنوا عن أنفسهم. وهم يحملون الحكومة الإسرائيلية ومؤسساتها السابقة المسؤولية عن الاستعمار والمصادرة والتطهير العرقي للفلسطينيين في 1948 وما تلاه.
لـ تعايش أجندة سلمية وتؤمن بقوة اللاعنف، إذ تعارض ارتكاب جرائم الحرب من قبل الحركات الإسرائيلية والفلسطينية. تعترف بأن المقاومة المسلحة هي تكتيك استخدمه الشعوب المستعمرة تاريخياً لتحرير أنفسهم، بينما تؤمن أن الطريق الأكثر أخلاقية وطويل الأمد - وهو الطريق الذي يحترم الطبيعة الفريدة لهذه القضية - هو إنهاء الاستعمار بشكل يحافظ على حياة الإنسان فوق كل شيء، مع العمل على القضاء على الهياكل الاجتماعية والعنف. وبينما تعترف بأن ممارسات الدولة الإسرائيلية تتناسب مع عتبة الفصل العنصري عبر فلسطين التاريخية كلها، إلا أن معظم عملها يكون في الضفة الغربية المحتلة والقدس الشرقية. تعارض علنًا التدابير التي اتخذتها دولة إسرائيل في الأراضي المحتلة، وهي السياسات التي تؤدي إلى "العزلة، الرعاية الطبية السيئة، الإقامة الجبرية في المنازل، تدمير المؤسسات التعليمية، ونقص المياه والطعام للفلسطينيين".
يؤيد نشطاء تعايش العصيان المدني ويقومون بخرق القانون بانتظام، حيث يعتبرون قرارات الحكومة غير قانونية وفقًا للقانون الدولي وبالتالي غير شرعية. يصف أعضاء تعايش العمل في ظل ظروف القمع والحكم العسكري. يواجهون مضايقات وإساءات متكررة من قبل المستوطنين الإسرائيليين وقوات الأمن. تم اعتقال العديد منهم واحتجازهم بشكل غير قانوني بتهم كاذبة أو مبالغ فيها. في أبريل 2024، شكل عضو الكنيست إيتمار بن غفير، وزير الأمن العام اليميني المتطرف، فرقة شرطة خاصة لاستهداف النشطاء اليساريين في الضفة الغربية بما في ذلك نشطاء تعايش. ومنذ بداية عمل الوحدة، أسفرت إجراءاتها عن اعتقال 16 ناشطًا أجنبيًا وتهجير العديد من النشطاء غير المواطنين.
تعايش، وهي مجموعة نشطاء تدافع عن التعايش والمساواة، تتحدى جدوى حل الدولتين كطريق لحل النزاع الإسرائيلي الفلسطيني. وتجادل المجموعة بأن هذه الرؤية تتجاهل الحقائق التاريخية والبنيوية الرئيسية، بما في ذلك تأسيس دولة في عام 1948 حيث أصبح اليهود المجموعة العرقية المفضلة على حساب الفلسطينيين. لقد استمر هذا النظام في تعزيز عدم المساواة وأجبر الفلسطينيين على العيش تحت حالة طوارئ دائمة. ويعتقد أعضاء تعايش في الغالب أن حل الدولتين لا يقدم حلاً لملايين اللاجئين الفلسطينيين ويتطلب المزيد من التهجير.